# Chris Cooper

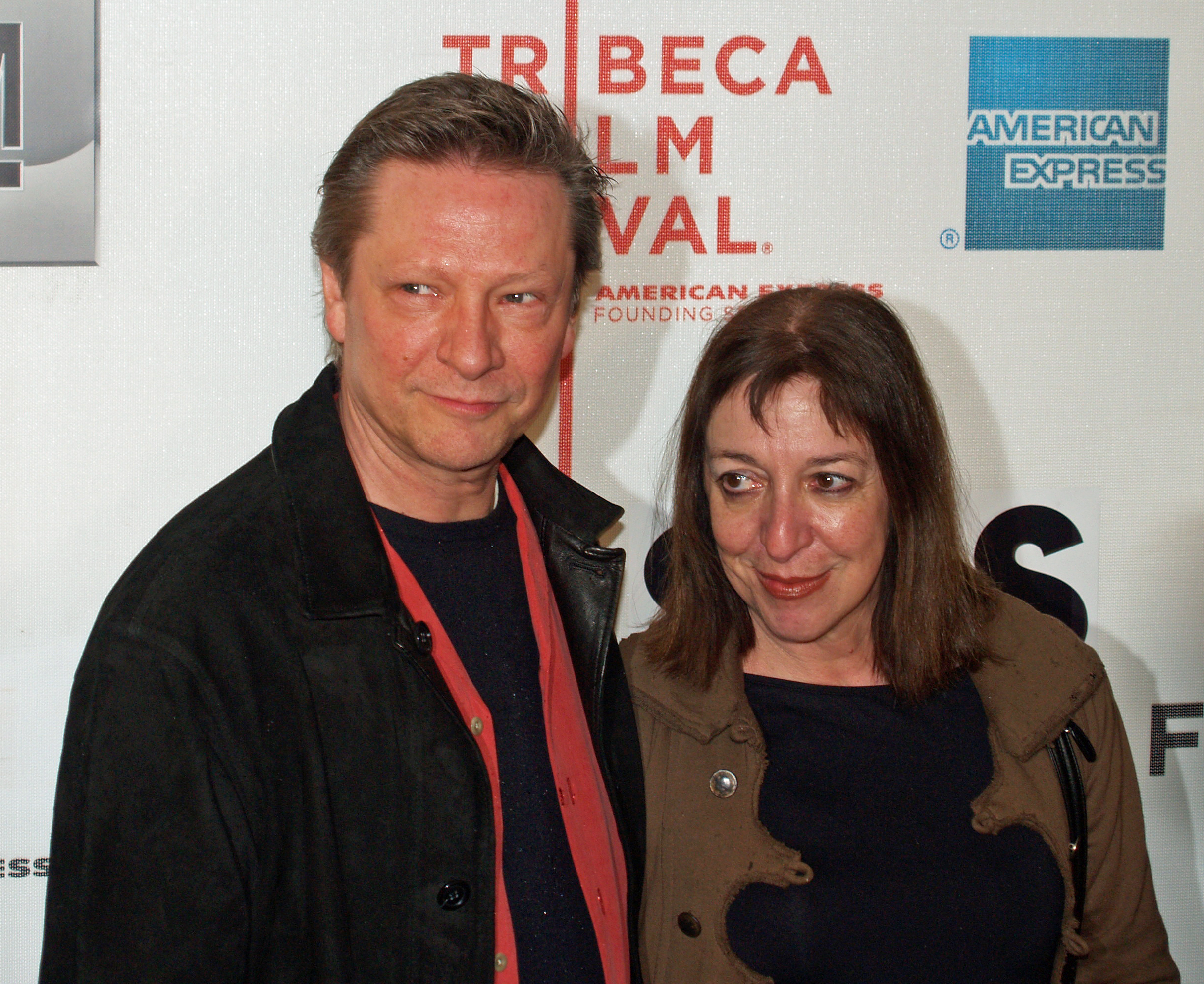
Chris Cooper și soția sa Marianne Leone Cooper

Christopher W. "Chris" Cooper (n. 9 iulie 1951) este un actor american. A obținut Premiul Oscar pentru cel mai bun actor în rol secundar în anul 2003.

## Filmografie
| An   | Titlu                                     | Rol                         | Note |
| ---- | ----------------------------------------- | --------------------------- | --- |
| 1987 | Matewan                                   | Joe Kenehan                 | |
| 1987 | The Equalizer                             | Michael                     | (TV series) (Episode "The Rehearsal") |
| 1988 | Journey Into Genius                       | Louis Halladay              | (TV series) |
| 1988 | Miami Vice                                | Jimmy Yagovitch             | (TV series) (Episode "Mirror Image") |
| 1989 | Lonesome Dove                             | July Johnson                | (TV series) |
| 1990 | Lifestories                               | Mr. Hawkins                 | (TV mini-series) (Episode "The Hawkins Family") |
| 1991 | Guilty by Suspicion                       | Larry Nolan                 | |
| 1991 | Thousand Pieces of Gold                   | Charlie                     | |
| 1991 | Darrow                                    | Eugene Debs                 | (TV series) |
| 1991 | To the Moon, Alice                        | Frank Wiliker               | (TV series) |
| 1991 | City of Hope                              | Riggs                       | |
| 1992 | Bed of Lies                               | Price Daniel, Jr.           | (TV series) |
| 1992 | Ned Blessing: The True Story of My Life   | Anthony Blessing            | (TV series) |
| 1993 | This Boy's Life                           | Roy                         | |
| 1993 | Return to Lonesome Dove                   | July Johnson                | (TV mini-series) |
| 1994 | One More Mountain                         | James Reed                  | (TV series) |
| 1995 | Pharaoh's Army                            | Captain John Hull Abston    | |
| 1995 | Money Train                               | Torch                       | |
| 1996 | Law & Order                               | Roy Payne                   | (TV series) (1 Episode) |
| 1996 | Boys                                      | John Baker                  | |
| 1996 | Lone Star                                 | Sam                         | Nominated — Chlotrudis Award for Best Actor Nominated — Independent Spirit Award for Best Male Lead |
| 1996 | A Time to Kill                            | Deputy Dwayne Powell Looney | |
| 1997 | Breast Men                                | Dr. William Larson          | |
| 1998 | Great Expectations                        | Joe                         | |
| 1998 | The Horse Whisperer                       | Frank Booker                | |
| 1999 | The 24 Hour Woman                         | Ron Hacksby                 | |
| 1999 | October Sky                               | John Hickam                 | |
| 1999 | American Beauty                           | Col. Frank Fitts, USMC      | Screen Actors Guild Award for Outstanding Performance by a Cast in a Motion Picture Nominated — Screen Actors Guild Award for Outstanding Performance by a Male Actor in a Supporting Role |
| 2000 | Me, Myself & Irene                        | Lieutenant Gerke            | |
| 2000 | The Patriot                               | Colonel Harry Burwell       | |
| 2002 | Interstate 60: Episodes of the Road       | Bob Cody                    | |
| 2002 | The Bourne Identity                       | Alexander Conklin           | |
| 2002 | Adaptation                                | John Laroche                | Academy Award for Best Supporting Actor Broadcast Film Critics Association Award for Best Supporting Actor Dallas-Fort Worth Film Critics Association Award for Best Supporting Actor Florida Film Critics Circle Award for Best Supporting Actor Golden Globe Award for Best Supporting Actor – Motion Picture Kansas City Film Critics Circle Award for Best Supporting Actor Los Angeles Film Critics Association Award for Best Supporting Actor National Board of Review Award for Best Supporting Actor Phoenix Film Critics Society Award for Best Supporting Actor San Diego Film Critics Society Award for Best Supporting Actor San Francisco Film Critics Circle Award for Best Supporting Actor Southeastern Film Critics Association Award for Best Supporting Actor Toronto Film Critics Association Award for Best Supporting Actor Vancouver Film Critics Circle Award for Best Supporting Actor Village Voice Film Poll – Best Supporting Performance Washington D.C. Area Film Critics Association Award for Best Supporting Actor Nominated — Screen Actors Guild Award for Outstanding Performance by a Male Actor in a Supporting Role Nominated — Screen Actors Guild Award for Outstanding Performance by a Cast in a Motion Picture Nominated — BAFTA Award for Best Actor in a Supporting Role Nominated — Chlotrudis Award for Best Supporting Actor Nominated — Satellite Award for Best Supporting Actor – Motion Picture |
| 2003 | My House in Umbria                        | Thomas Riversmith           | Nominated — Primetime Emmy Award for Outstanding Supporting Actor - Miniseries or a Movie Nominated — Satellite Award for Best Supporting Actor – Series, Miniseries or Television Film |
| 2003 | Seabiscuit                                | Tom Smith                   | Nominated — Screen Actors Guild Award for Outstanding Performance by a Male Actor in a Supporting Role Nominated — Screen Actors Guild Award for Outstanding Performance by a Cast in a Motion Picture |
| 2004 | Silver City                               | Richard "Dicky" Pilager     | |
| 2004 | The Bourne Supremacy                      | Alexander Conklin           | |
| 2005 | Capote                                    | Alvin Dewey                 | Nominated — Satellite Award for Best Supporting Actor – Motion Picture Nominated — Screen Actors Guild Award for Outstanding Performance by a Cast in a Motion Picture |
| 2005 | Jarhead                                   | Lt. Col. Kazinski           | |
| 2005 | Syriana                                   | Jimmy Pope                  | |
| 2007 | Breach                                    | Robert Hanssen              | |
| 2007 | The Kingdom                               | Grant Sykes                 | |
| 2007 | Married Life                              | Harry Allen                 | |
| 2008 | American Experience                       | Walt Whitman                | Documentary |
| 2009 | New York, I Love You                      | Alex Simmons                | |
| 2009 | Where the Wild Things Are                 | Douglas (voice)             | |
| 2010 | The Tempest                               | Antonio                     | |
| 2010 | The Company Men                           | Phil Woodward               | Nominated — Dallas-Fort Worth Film Critics Association Award for Best Supporting Actor |
| 2010 | Remember Me                               | Neil Craig                  | |
| 2010 | The Town                                  | Stephen MacRay              | |
| 2010 | Bloom: the Plight of Lake Champlain       | Narrator                    | Documentary (2011 New England Emmy Award, Environmental Program) |
| 2011 | The Muppets                               | Tex Richman                 | Nominated- MFCC Award for Best Supporting Actor Nominated- Atlas Award for Best Supporting Actor Nominated- ACA Award for Best Supporting Actor Nominated- MMPA Award for Best Supporting Actor |
| 2012 | The Company You Keep                      | Daniel Sloan                | |
| 2012 | Bloom: the Emergence of Ecological Design | Narrator                    | Documentary 3-part series (2013 New England Emmy Award, Environmental Program) |
| 2013 | August: Osage County                      | Charles Aiken               | |
| 2014 | The Amazing Spider-Man 2                  | Norman Osborn               | |
| 2016 | The Amazing Spider-Man 3                  | Norman Osborn               | |